# 적운

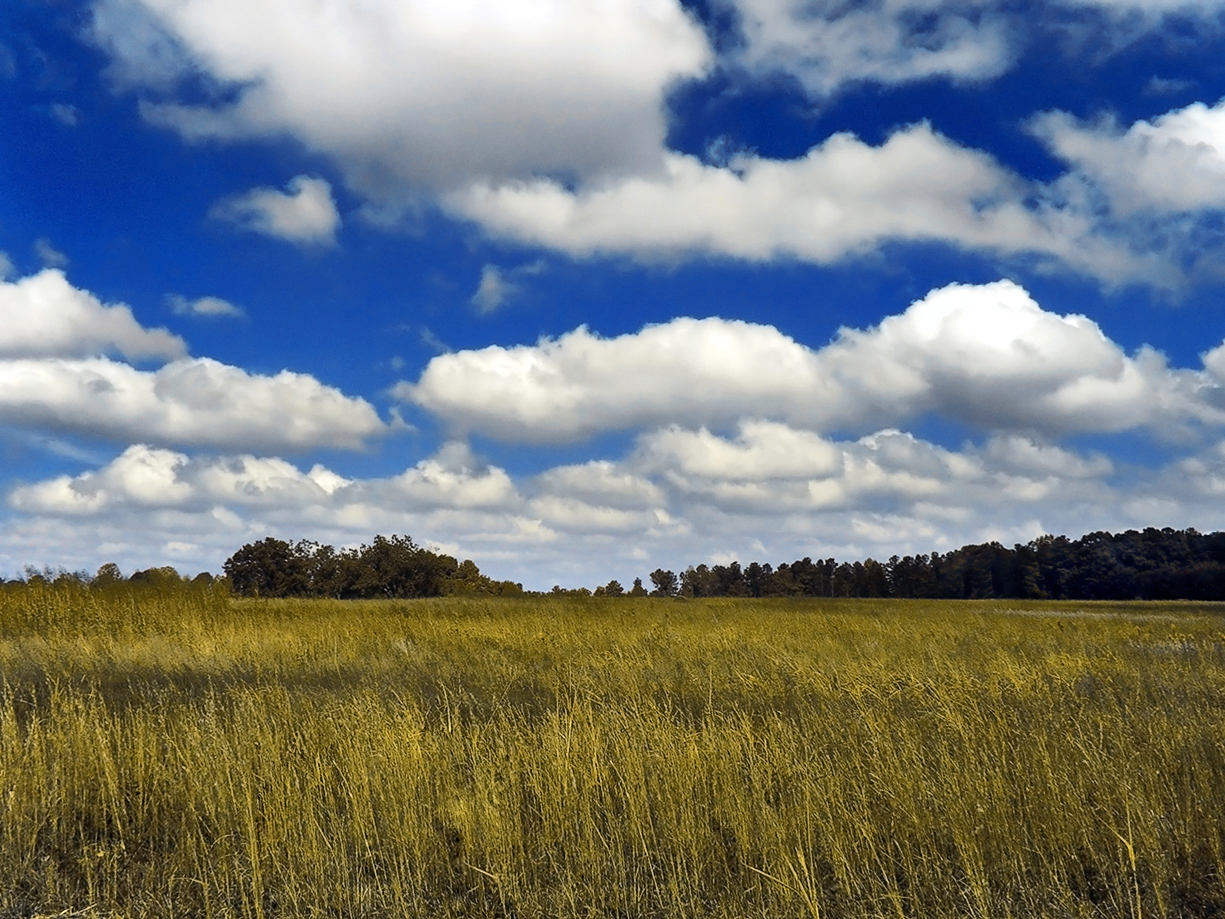
적운

적운(積雲)은 수직으로 발달하는 구름으로 쌘구름 또는 뭉게구름(문화어: 더미구름)이라고도 한다.
햇빛에 비친 부분은 하얗게 빛나며, 구름 밑면은 어둡고 편평하다. 구름의 높이는 지표면으로부터 약 500m에서 2km에 달하며, 구름 꼭대기까지는 종종 10km에 이르는 경우도 있다. 구름의 입자는 대부분 물방울로 이루어져 있으나, 눈송이가 포함되기도 한다. 만약 빙정이 포함되어 있을 경우, 적운이 적란운으로 변하기 쉽다.
대부분 여름철에 지면이 가열되어 상승기류에 의해 생긴다. 가열된 공기가 상승하며 기온이 낮아지는데, 건조 단열 감률에 의해 100m당 1°C씩 기온이 낮아지고, 이슬점은 이슬점 감률에 의해 100m당 0.2°C씩 낮아진다. 이슬점과 기온이 같아지면 응결이 일어나 적운이 생성된다. 일반적으로는 비가 오지 않으나, 비가 오더라도 아주 드물며 그 양은 매우 적은 편이다. 하지만 웅대적운이 되면 소나기를 내리게 되며 간헐적인 천둥과 번개(뇌우), 적란운까지 가면 용오름도 발달시킬 수 있다.
적운형 구름은 크기에 따라서 편평적운(Cumulus humilis) < 중간적운(Cumulus mediocris) < 웅대적운(Cumulus congestus) < 적란운(Cumulonimbus)으로 분류할 수 있다.

## 사진

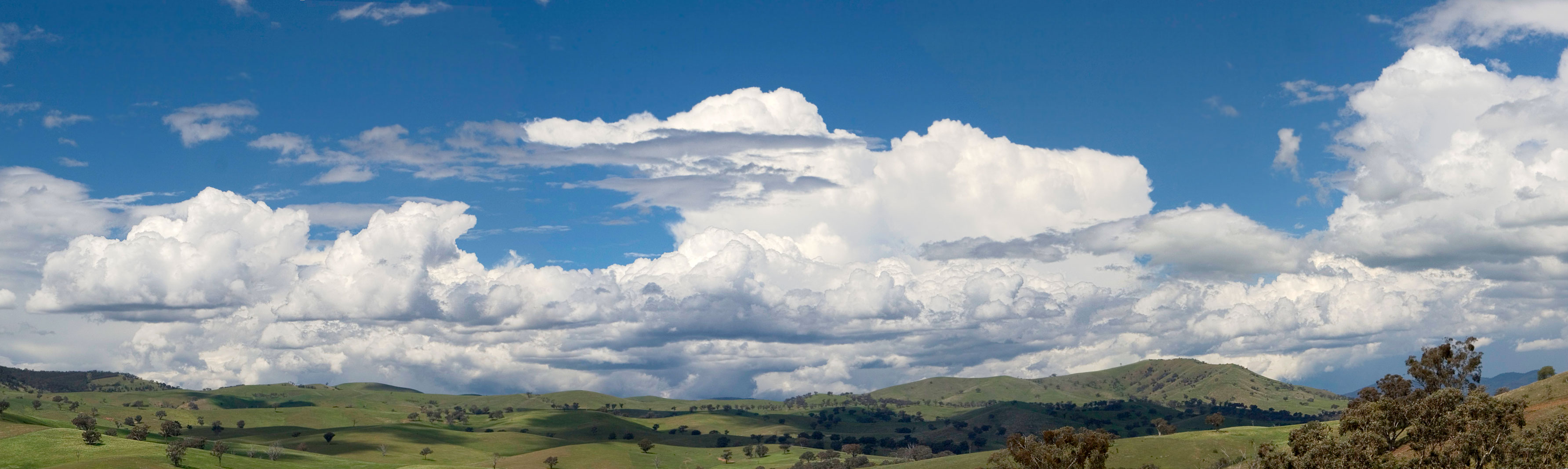
발달하는 적운 (오스트레일리아 빅토리아주)